# Interactive Institute
Interactive Institute är ett experimentellt forskningsinstitut inom IT som skapar resultat genom att kombinera konst, design och teknologi. Genom att utforska och integrera dessa tre områden strävar man efter att uppnå innovativa resultat som utvecklar och ifrågasätter interaktion och kommunikation mellan människor och deras miljö, men också efter att utmana traditionella perspektiv och tankesätt. Interactive Institute är en del av Swedish ICT Research och dess huvudkontor ligger i Kista Science City utanför Stockholm. 
Interactive Institute grundades 1998 på initiativ av Stiftelsen för Strategisk Forskning. Avsikten var att lägga grunden för en för Sverige ny typ av forskning, där teknik kombinerades med konst och design. Satsningen var till stora delar inspirerad av den verksamhet som då bedrevs vid MIT Media Lab. Uppdraget att bygga upp institutet, teckna avtal med externa partners, rekrytera personal etc. gick till Kenneth Olausson (VD) och Johan Groth (COO). Institutet hyrde till att börja med kontorsrum på KTH men flyttade snart till Garnisonen på Karlavägen i Stockholm.
Syftet var också att skapa ett institut som är utspritt över landet, med forskargrupper placerade där speciell kompetens eller speciella intressen gör en viss forskningsinriktning speciellt lämplig. Exempelvis bedriver institutet idag forskning inom interaktiv ljud- och musikdesign i Piteå (med kopplingar mot den starka utbildningen inom musik och media som finns där) och forskning inriktat på IT och energi ur ett användarperspektiv i Eskilstuna (med kopplingar till Energimyndigheten och Mälardalens högskola). 
Anette Novak tillträdde som VD 2013.